# Albula/Alvra
Albula/Alvra is een gemeente in het district Albula dat behoort tot het Zwitserse kanton Graubünden.

## Geschiedenis
Albula/Alvra is een fusiegemeente ontstaan op 1 januari 2015 uit de voormalige gemeenten Alvaneu, Alvaschein, Mon, Stierva, Tiefencastel, Brienz/Brinzauls en Surava.

## Geografie
Albula/Alvra heeft een oppervlakte van 93,63 km² en grenst aan de gemeenten Filisur, Lantsch/Lenz, Schmitten, Surses en Vaz/Obervaz. 

## Bevolking
Albula/Alvra heeft 1347 inwoners.